# Bränntjärnen (Ytterhogdals socken, Hälsingland, 688488-146711)
Bränntjärnen är en sjö i Härjedalens kommun i Hälsingland och ingår i Ljusnans huvudavrinningsområde.